# The Trixie & Katya Show

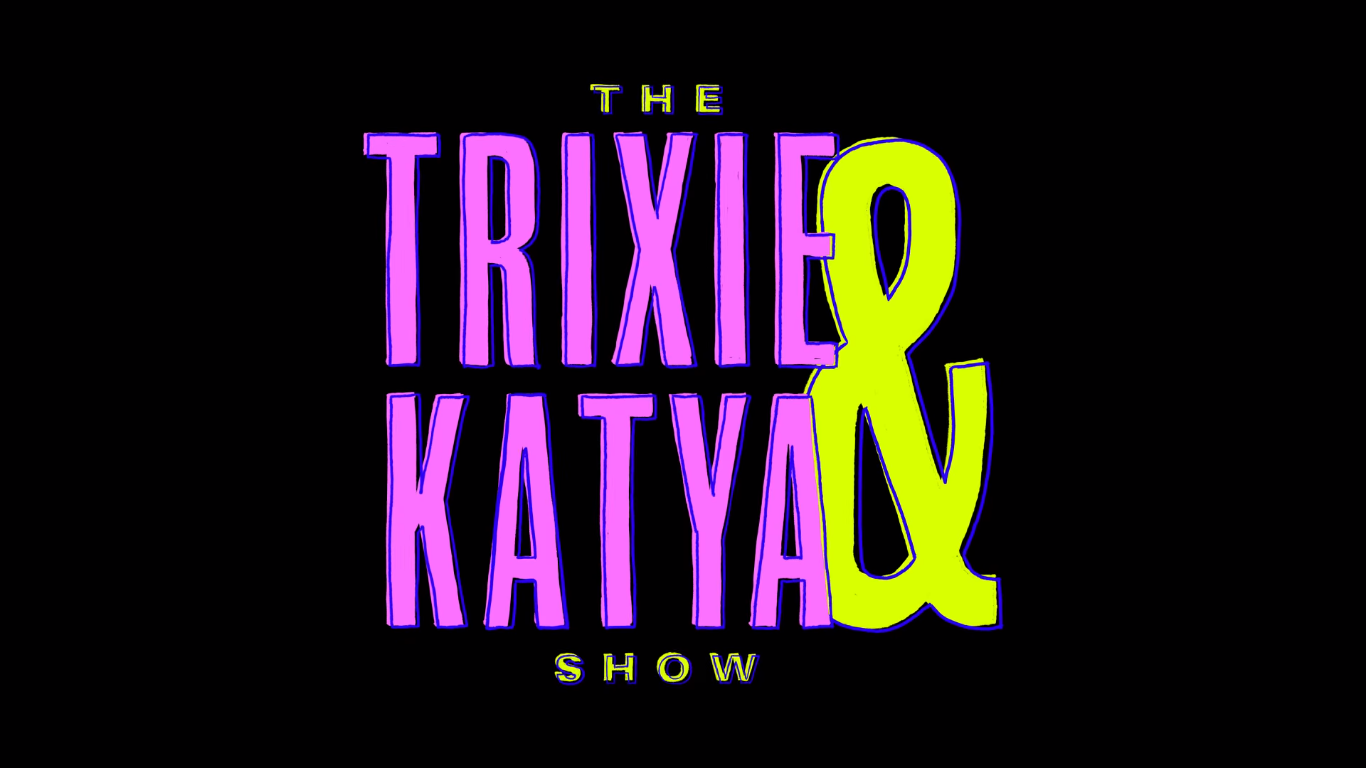
Mancheta de The Trixie & Katya Show

The Trixie & Katya Show es una serie de televisión de comedia estadounidense que presenta a las drag queens Trixie Mattel y Katya Zamolodchikova, quienes saltaron a la fama compitiendo en la séptima temporada de RuPaul's Drag Race. El programa es un derivado de la serie de YouTube UNHhhh, que convirtió a Trixie y Katya en "estrellas virales de Internet".

## Producción
Antes de su estreno el 15 de noviembre de 2017, Viceland y World of Wonder hicieron que el primer episodio del programa estuviera disponible en línea el 3 de noviembre.

## Relleno
Bob The Drag Queen apareció como anfitrión invitado en el lugar de Katya durante los últimos cinco episodios, después de que Katya anunciara una pausa de drag para buscar tratamiento después de recaer en el uso de metanfetamina. El día después del final de la temporada, Katya tuiteó su agradecimiento a Bob por reemplazarla mientras se recuperaba.

## Recepción
The A.V. Club le dio a la serie una A- en una revisión basada en los primeros tres episodios de la primera temporada.